# 吉爾默鎮區 (伊利諾伊州亞當斯縣)
吉爾默鎮區（英語：Gilmer Township）是位於美國伊利諾伊州亞當斯縣的一個行政鎮區。

## 地方資料
根據2010年美國人口普查的數據，吉爾默鎮區的面積為96.10平方千米，當中陸地面積為96.00平方千米，而水域面積為0.10平方千米。當地共有人口1110人，而人口密度為每平方千米11人。